# Guillemot colombin
Cepphus columba
Espèce
Statut de conservation UICN

 LC  : Préoccupation mineure
Le Guillemot colombin (Cepphus columba) est une espèce d'oiseaux marins de la famille des alcidés.

## Sous-espèces
D'après la classification de référence (version 14.1, 2024) de l'Union internationale des ornithologues, le Guillemot colombin possède 5 sous-espèces (ordre philogénique) :
- Cepphus columba snowi Stejneger, 1897 — îles Kouriles ;
- Cepphus columba kaiurka Portenko, 1937 — îles du Commandeur et îles Aléoutiennes occidentales ;
- Cepphus columba columba Pallas, 1811 — littoraux de part et d'autre du détroit de Béring ;
- Cepphus columba adiantus Storer, 1950 — des Aléoutiennes au nord-ouest des États-Unis ;
- Cepphus columba eureka Storer, 1950 — Ouest des États-Unis.